# Bilbaina (manzana)
Bilbaina es el nombre de una variedad cultivar de manzano (Malus domestica). Esta manzana es originaria de Galicia, está cultivada en la colección de árboles frutales y banco de germoplasma de Mabegondo con el N.º 347; ejemplares procedentes de esquejes localizados en Santiago da Veiga, parroquia del municipio de Sarria (Lugo).

## Sinónimos
- "Manzana Bilbaina",[4][5]
- "Maceira Bilbaina".

## Características
El manzano de la variedad 'Bilbaina' tiene un vigor medio. Tamaño grande y porte erguido.
Época de inicio de brotación desconocido y de floración a partir del 18 de mayo.
Las hojas tienen una longitud del limbo de tamaño largo, con la máxima anchura del limbo es media. Longitud de las estípulas es corta y la máxima anchura de las estípulas es estrecha. Denticulación del borde del limbo es biondulado, con la forma del ápice del limbo acuminado y la forma de la base del limbo es agudo. Con subestípulas ausentes.
Sus flores tienen una longitud de los pétalos media, con una anchura de los pétalos media, disposición de los pétalos en contacto entre sí, con una longitud del pedúnculo media.
La variedad de manzana 'Bilbaina' tiene un fruto de tamaño medio, de forma plana-globosa, de color amarillo, con chapa lavada, e intensidad pálida. Epidermis de textura suave, con pruina en su superficie y con presencia de cera débil. Sensibilidad al "russeting" (pardeamiento áspero superficial que presentan algunas variedades) muy poco sensible. Con lenticelas de tamaño mediano.
Los sépalos están dispuestos de forma variable, y superpuestos en su base; su fosa calicina es profunda y de una anchura estrecha. Pedúnculo de grosor medio y de longitud medio, siendo la cavidad peduncular de una profundidad media y de anchura media. Con pulpa de color amarilla, cuya firmeza es intermedia y su textura es intermedia; su jugosidad es intermedia, con sabor de acidez débil, y aromática.
Época de maduración y recolección a partir del 17 de septiembre. 'Bilbaina' es una manzana que su destino es la conservación de esta variedad en el banco de germoplasma de Mabegondo como reserva genética.

## Susceptibilidades
- Oidio: no presenta
- Moteado: ataque medio
- Raíces aéreas: no presenta
- Momificado: no presenta
- Pulgón lanígero: no presenta
- Pulgón verde: ataque medio
- Araña roja: no presenta
- Chancro del manzano: no presenta.[3]